# Burgk (Schleiz)

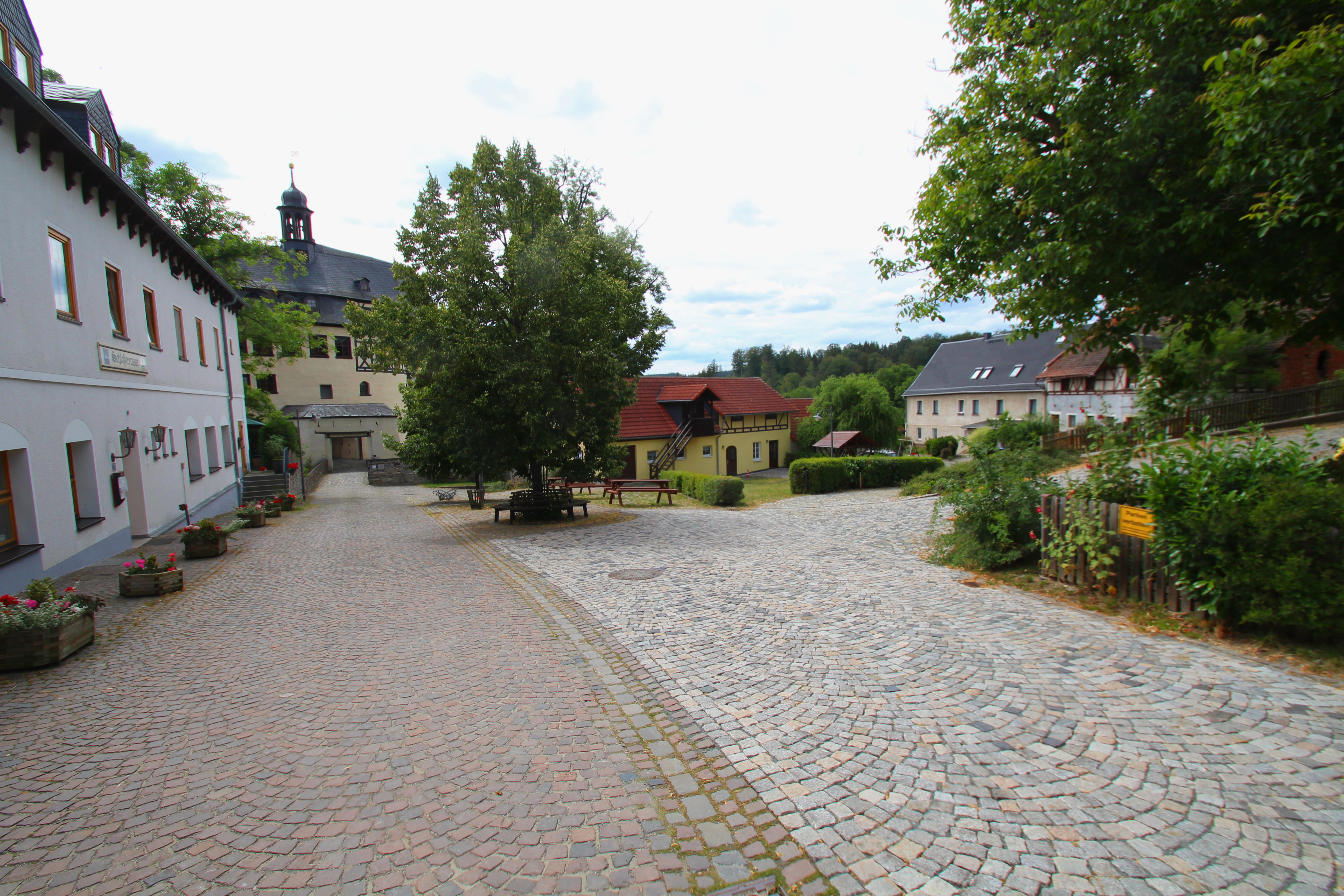
Ortsansicht von Burgk

Burgk ist ein Ortsteil der Stadt Schleiz im thüringischen Saale-Orla-Kreis im Vogtland.

## Geografie
Burgk liegt auf einer Anhöhe über der Saale, etwa sieben Kilometer westsüdwestlich von Schleiz, der Kreisstadt des Saale-Orla-Kreises.
Zu Burgk selber gehören neben dem Hauptort auch die Ortsteile Burgkhammer, an der gleichnamigen Talsperre, und Isabellengrün. Mit einer Bevölkerungsdichte von etwa sechs Einwohnern pro Quadratkilometer war Burgk die am dünnsten besiedelte Gemeinde Thüringens.

### Nachbarorte
Benachbarte Ortschaften sind, beginnend von Norden im Uhrzeigersinn, der Ortsteil Crispendorf der Stadt Schleiz, die Gemeinde Görkwitz, die Kreisstadt Schleiz, die Kleinstadt Tanna, der Ortsteil Saalburg der Stadt Saalburg-Ebersdorf, die Gemeinde Remptendorf, die Siedlung Karolinenfield sowie die Gemeinde Eßbach.
| Eßbach (4 km)         | Crispendorf (4 km) | Görkwitz (6 km) |  |
| Karolinenfield (3 km) |                    | Schleiz (7 km)  |  |
| Remptendorf (5 km)    | Saalburg (6 km)    | Tanna (12 km)   |  |

Die Entfernungsangaben beziehen sich auf die Luftlinie bis zur Ortsmitte.

## Geschichte
Burgk wurde 1291 urkundlich ersterwähnt. Die Geschichte des kleinen Ortes Burgk ist untrennbar verbunden mit der Geschichte von Schloss Burgk. Von 1596 bis 1640 und von 1668 bis 1697 war Burgk Residenzort der Herrschaft Reuß-Burgk. „Herrschaft und Schloß nebst Vorwerk im Reußischen Voigtlande“ lautet der Eintrag unter „Burg, Burgk“ im Lexikon von 1814 und „Hier befinden sich ein Amt und ein Domainengut.“ 1885 wird der Ort mit 150 Einwohnern sowie Reußischem Amtsgericht und Post Burgk erwähnt.
Nach Ende des Ersten Weltkriegs mit dem Sturz der Monarchie und der Ausrufung der Republik in der Novemberrevolution erklärte Fürst Heinrich XXVII. seinen Thronverzicht und die beiden reußischen Fürstentümer – nämlich Reuß ältere Linie und Reuß jüngere Linie – wurden am 11. November 1918 zu Freistaaten, die sich am 4. April 1919 wiederum zum Volksstaat Reuß mit der Hauptstadt Gera zusammenschlossen. Am 1. Mai 1920 ging der Volksstaat Reuß schließlich im neugegründeten Land Thüringen auf.
Im 20. Jahrhundert befand sich in Burgkhammer am Ausgleichsbecken der Bleilochtalsperre eine Pappen- und Papierfabrik. Im Jahre 1943 verloren bei einem in der Fabrik ausgebrochenen Brand 14 Militärinternierte aus Italien ihr Leben. Die Opfer wurden auf dem Möschlitzer Friedhof an der Straße nach Burgk beigesetzt, wo ein Gedenkstein an sie erinnert. Darüber hinaus mussten in dieser Fabrik während der Zeit des Nationalsozialismus elf sogenannte Ostarbeiter Zwangsarbeit leisten.
Vor dem Burgtor gab es einen landwirtschaftlichen Betrieb, der der Versorgung der Burgbewohner diente. Auf der östlichen Seite gab es zwei Stallungen für die Pferde des Gutshofes.
In diesem Gebäude mit einem Wohnobergeschoss wurde am 27. August 1943 ein Kinderlandverschickungslager (KLV-Lager) der stark bombardierten Stadt Düsseldorf mit ca. 40 Schülern des Lessing- und Prinz-Georg-Gymnasiums mit ihren Lehrern eingerichtet. Die Auslagerung der Schüler erfolgte durch die damit beauftragte Hitlerjugend. Die Aktion erhielt die humanitär kaschierte Umschreibung, der Führer wolle seine Jugend in Sicherheit bringen, in schönster Umgebung, in ständig frischer Luft, in prächtigen Unterkünften, bei bester Verpflegung. Links waren der Aufenthalts-, der Klassen- und der Essraum, und rechts der Schlafsaal mit doppelstöckigen Betten und Strohsäcken. Diese Zeit endete nach 19 Monaten. Die schon 16-jährigen Schüler waren bereits Ende 1944 zum Kriegseinsatz abkommandiert worden. Die verbliebenen jüngeren Schüler wurden am 27. März 1945 nach Schleiz in das Hotel Goldene Sonne ausgelagert. Dort kamen am 8. April 1945 infolge eines amerikanischen Bombenangriffs 21 Schüler ums Leben. Sie wurden auf dem dortigen Bergkirchen-Friedhof beerdigt. Das Denkmal am Massengrab und eine Tafel am Standort des abgetragenen Hotels erinnern an die 21 Jungen (siehe auch Geschichte von Schleiz). Die ehemaligen Stallungen werden heutzutage als Café Zur Schlossterrasse genutzt.
Seit 1999 war Remptendorf erfüllende Gemeinde für Burgk, zuvor gehörte die Ortschaft zur Verwaltungsgemeinschaft Saalburg. Am 31. Dezember 2019 ließ sich Burgk in die Stadt Schleiz eingemeinden.

### Einwohnerentwicklung
Entwicklung der Einwohnerzahl (Stand jeweils 31. Dezember):
| - 1994: 126 - 1995: 124 - 1996: 124 - 1997: 120 - 1998: 121 - 1999: 127 | - 2000: 131 - 2001: 123 - 2002: 119 - 2003: 110 - 2004: 107 - 2005: 102 | - 2006: 102 - 2007: 098 - 2008: 099 - 2009: 091 - 2010: 092 - 2011: 087 | - 2012: 91 - 2013: 88 - 2014: 84 - 2015: 91 - 2016: 91 - 2017: 88 | - 2018: 82 |

Datenquelle: Thüringer Landesamt für Statistik

### Ehemaliger Bürgermeister
In der thüringischen Kommunalwahl vom 26. Mai 2019 wurde Ralf Rosenkranz zum neuen Bürgermeister gewählt.

## Kultur und Sehenswürdigkeiten
- Die wichtigste Sehenswürdigkeit von Burgk ist Schloss Burgk, das jährlich über 30.000 Besucher anzieht.[6] Von besonderem Interesse dort sind die Schlosskapelle mit ihrer Silbermann-Orgel und die mittelalterlichen Wehranlagen.
- Die Mittelgebirgslandschaft des Ostthüringer Schiefergebirges im Naturpark Thüringer Schiefergebirge/Obere Saale um Burgk bietet zahlreiche Wandermöglichkeiten.
- Der Saaleturm, ein 43 m hoher hölzerner Aussichtsturm, wurde 2010/2011 errichtet.

## Bildergalerie

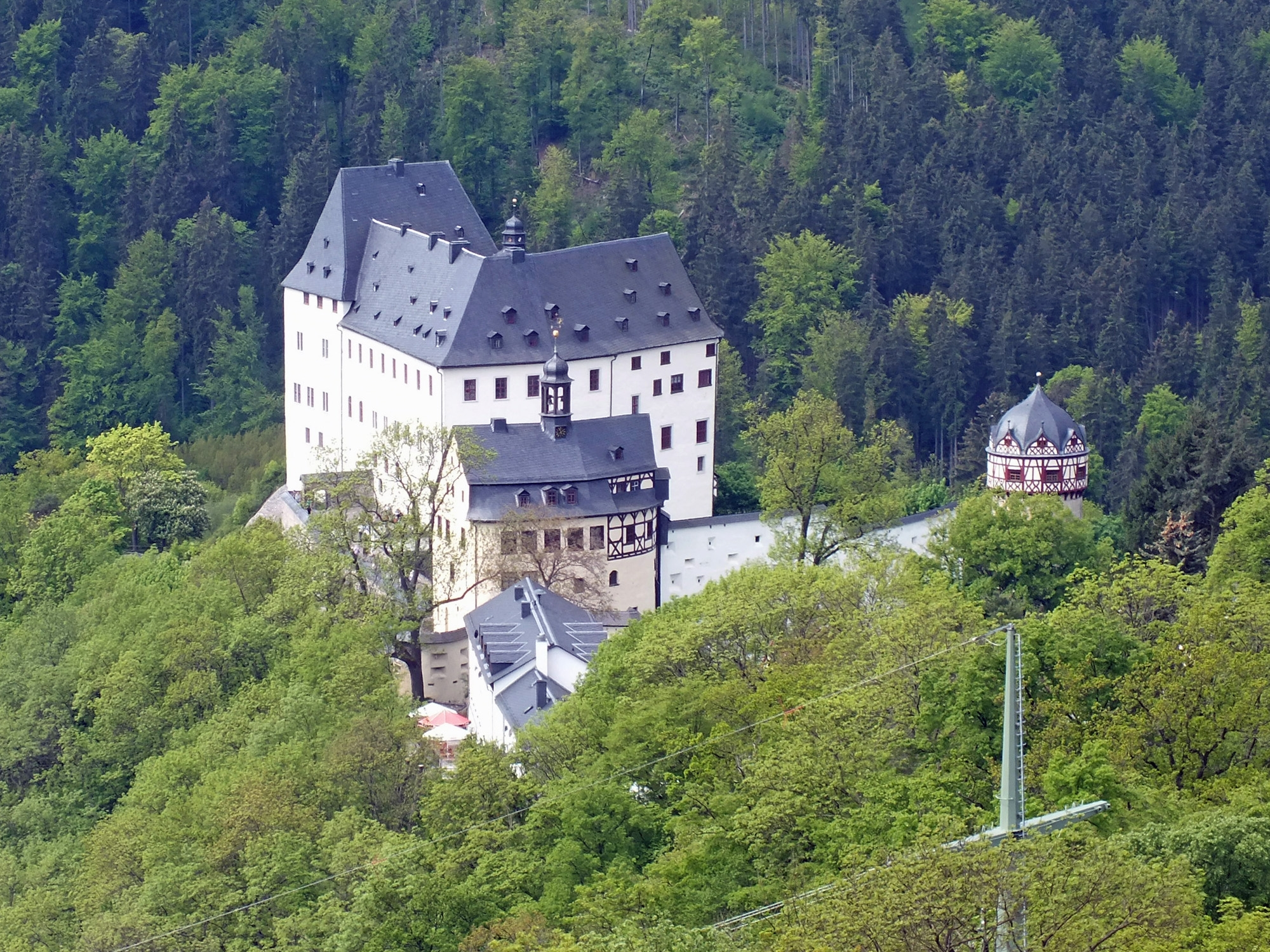
Schloss Burgk: vom Saaleturm aus gesehen
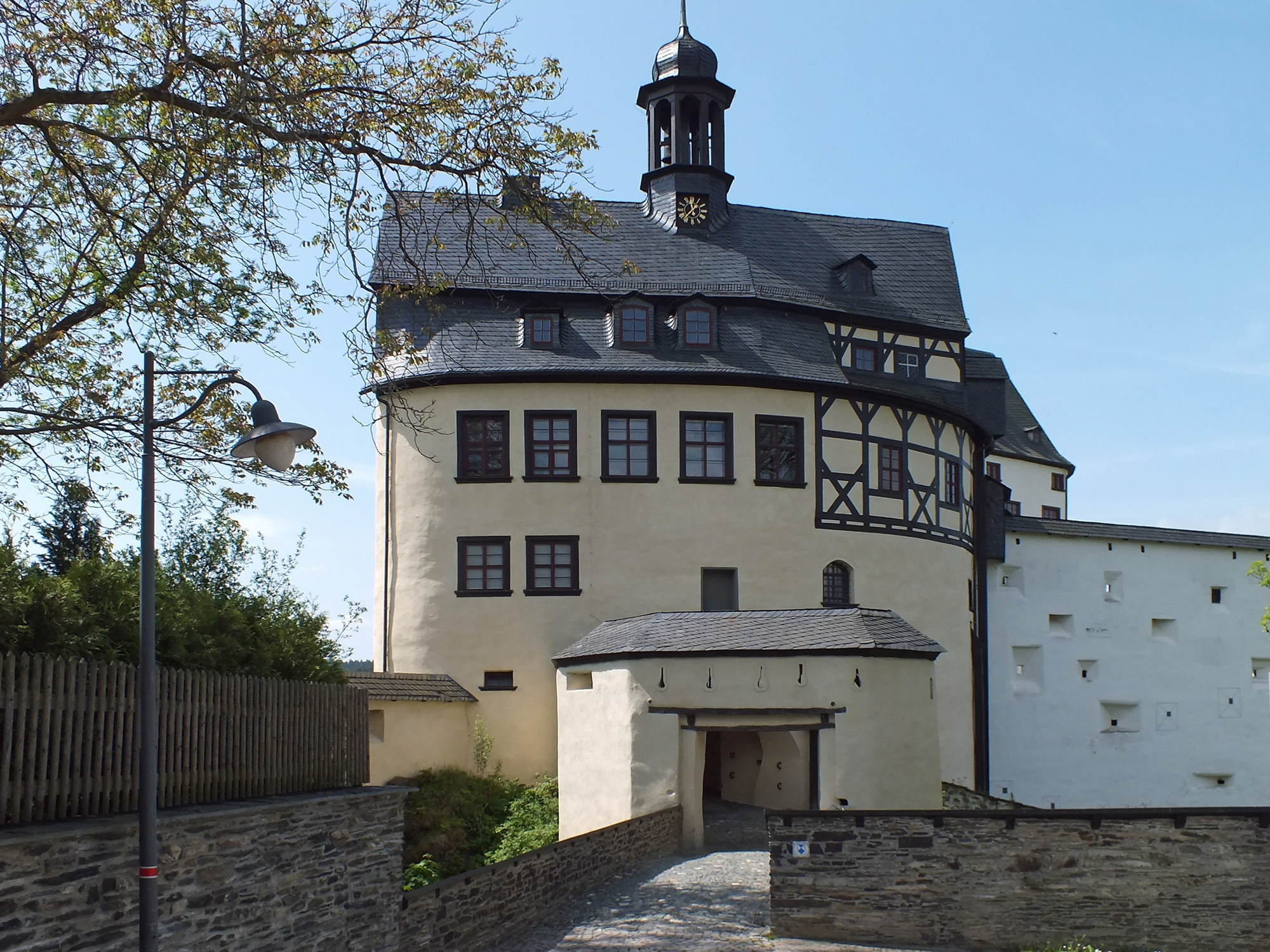
Schloss Burgk: Torhaus
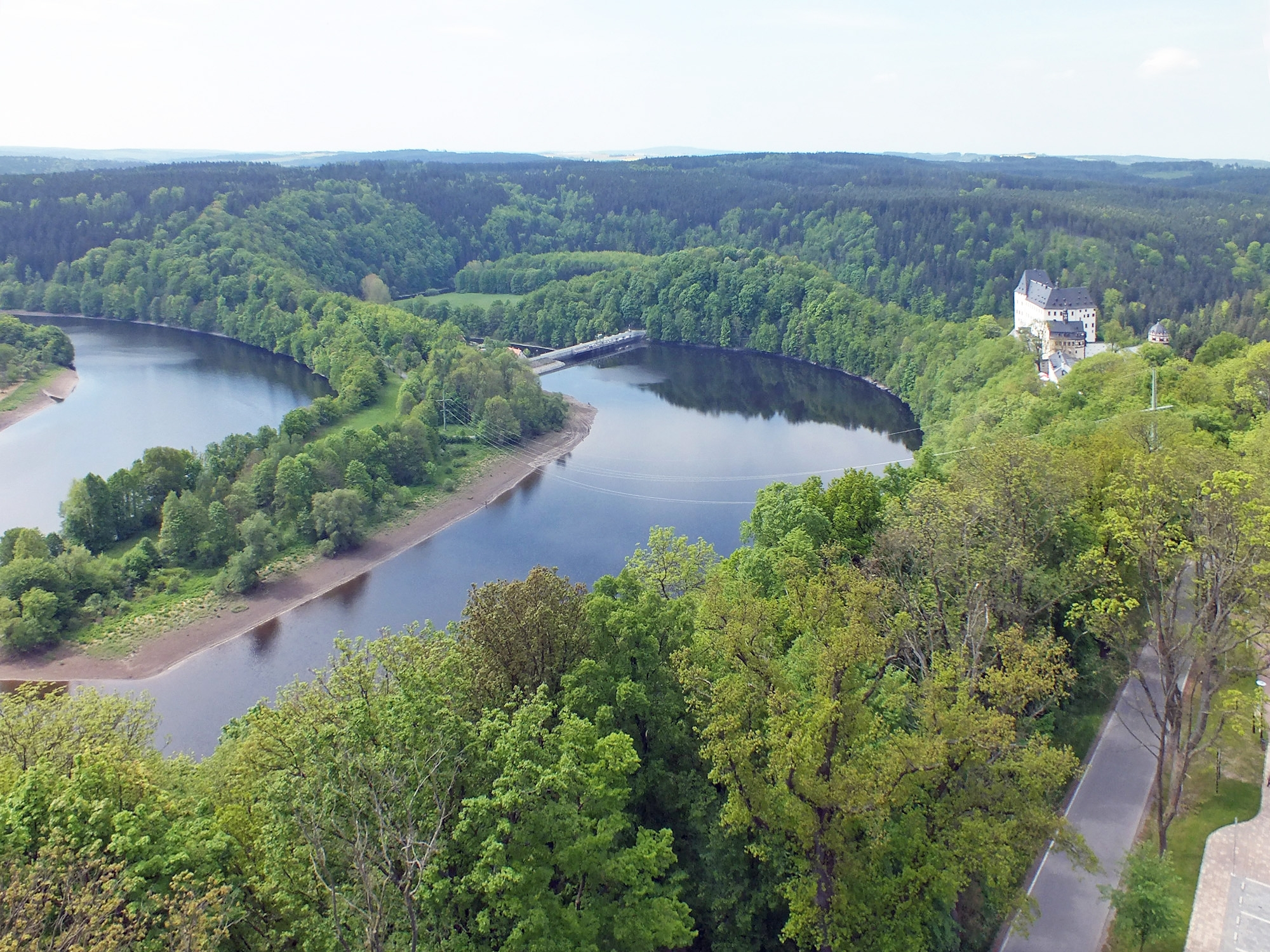
Blick von Saaleturm auf die Talsperre Burgkhammer unterhalb von Schloss Burgk
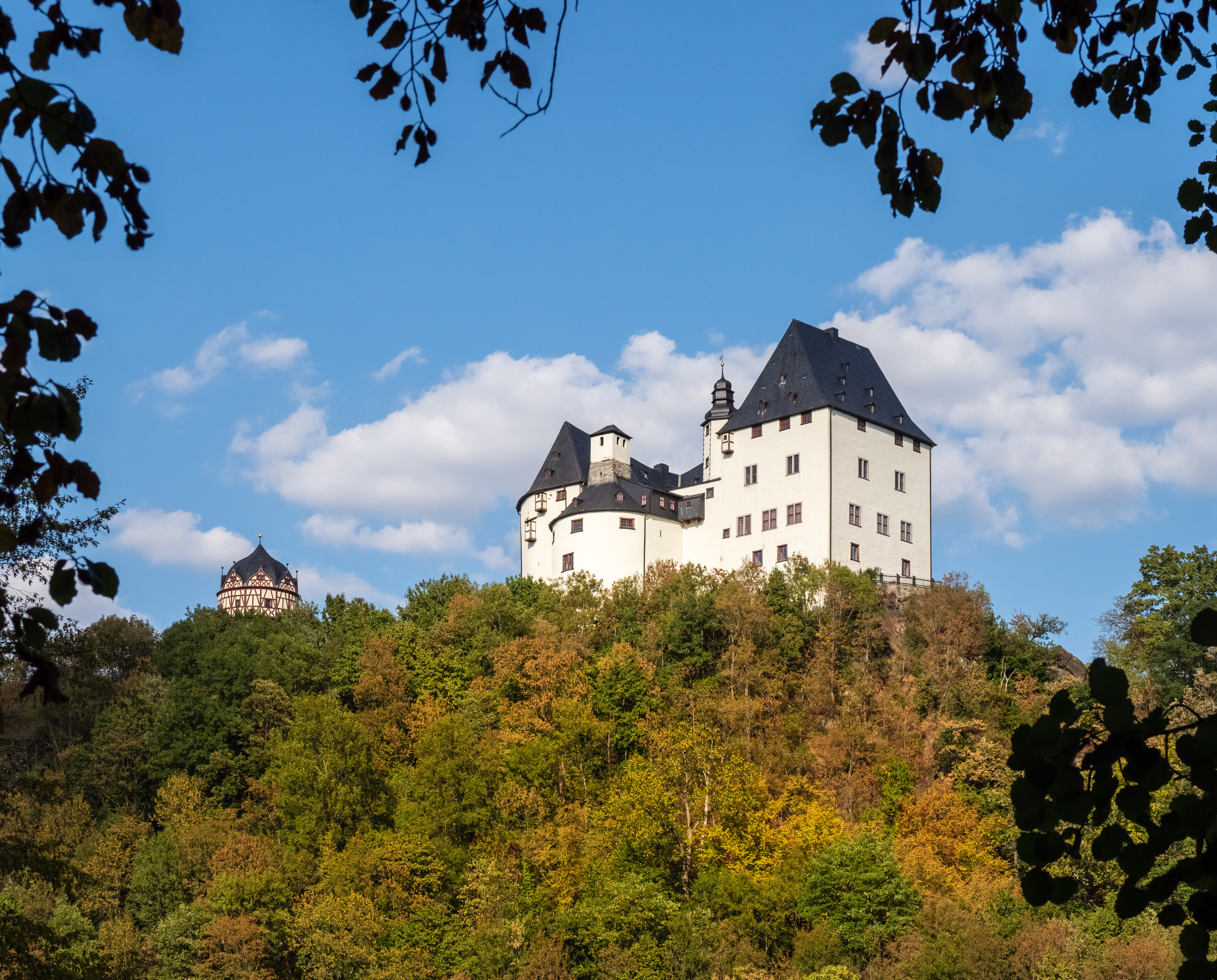
Blick von der Talsperre Burgkhammer auf Schloss Burgk
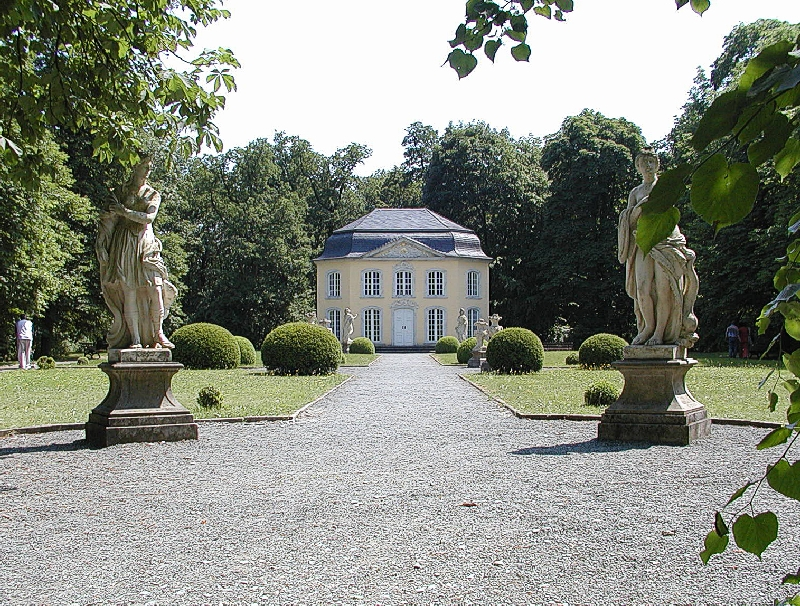
Schloss Burgk: der Pavillon Sophienlust
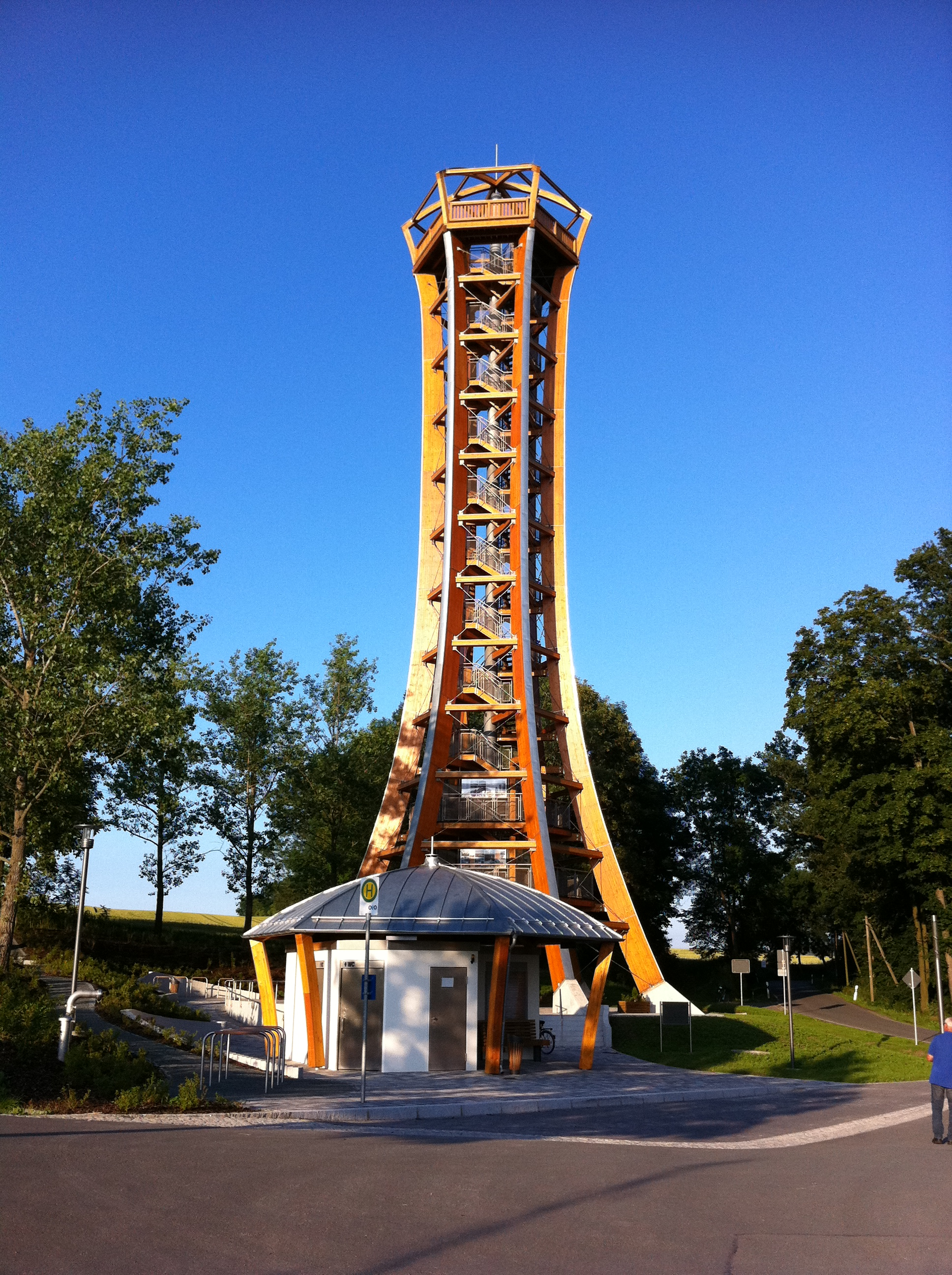
Der Saaleturm in Burgk
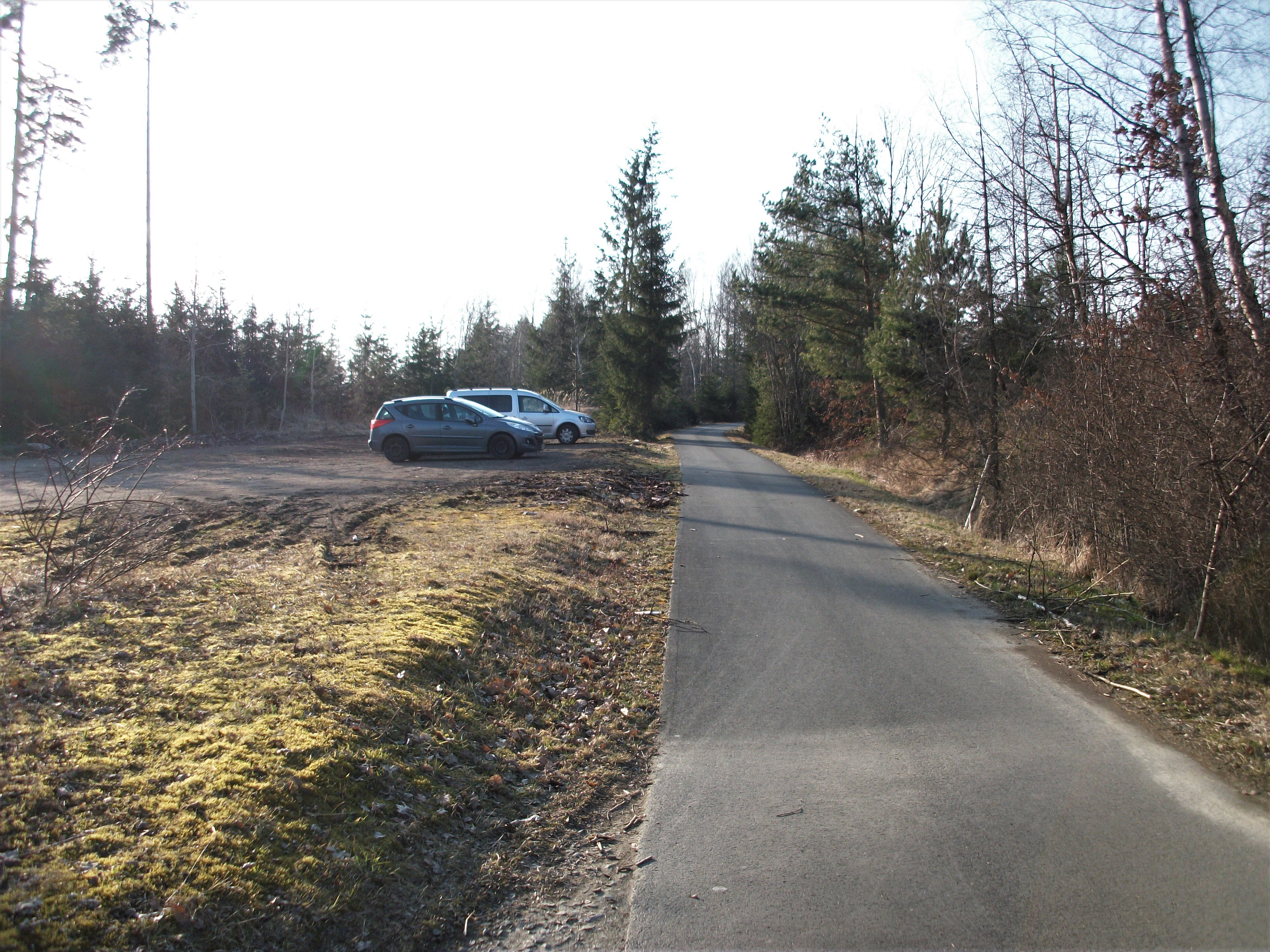
Parkplatz am ehemaligen Standort des Haltepunkts Burgk (2022)

## Verkehr
Die Omnibusse der KomBus-Linie 611 verbinden Burgk mehrmals täglich mit der Kreisstadt Schleiz, allerdings nur an Schultagen. An allen anderen Tagen verkehren täglich lediglich zwei Busse, nämlich morgens gegen 6 Uhr eine Fahrt Burgk–Schleiz und um die Mittagszeit eine Rundfahrt Schleiz–Burgk–Schleiz.
Burgk liegt an der ehemaligen Bahnstrecke Schleiz–Saalburg. Nach dem Abbau der Gleisanlagen entstand hier ein Rad- und Fußwanderweg, der Oberland-Radweg. Durch Burgk verläuft der Internationale Bergwanderweg der Freundschaft Eisenach–Budapest.

## Kinder- und Jugendheim
Das ehemalige Reußische Amtsgerichtsgebäude aus dem Jahre 1886 wurde nach der Gründung des Freistaates Thüringen 1922 zum Kinderheim umgewidmet. Nach einer zwischenzeitlichen Nutzung als Müttergenesungsheim wird das Haus seit 1952 wieder als Kinder- und Jugendheim genutzt, heute in Trägerschaft der Arbeiterwohlfahrt (AWO) Saale-Orla-Kreis.